# Клементина Бурбон-Орлеанска
Княгиня Клементина Бурбон-Орлеанска (Мари-Клементина-Леополдина-Каролина-Клотилда, херцогиня Саксонска, родена принцеса д'Орлеан) е майката на българския княз, а по-късно цар Фердинанд I. Тя вплита в себе си двете последни династии на френския трон – Бурбоните и Орлеаните.

## Живот

### Произход и брак
Родена е на 3 юни 1817 г. в Ньой сюр Сен, Франция. Дъщеря е на последния френски крал – Луи-Филип, наричан „Краля гражданин“, защото свободно се е движел сред простолюдието, и Мария Амалия Бурбон-Двете Сицилии. Сестра е на Луиза Бурбон-Орлеанска.
Тя от малка е запозната с тънкостите на дипломацията и дворцовия живот. На 21 април се омъжва за Аугуст фон Сакс-Кобург-Гота (1818 – 1881). Раждат им се пет деца.

### Клементина и България
Като майка на цар Фердинанд Клементина оказва силно положително влияние в политическия живот на България и в нейното развитие. Тя е една от основните дарители на основания през 1885 г. български Червен кръст наред с царица Елеонора.
Княгиня Клементина е била много богата и щедър дарител. Построява със собствени средства много обществени сгради в България, като училището за слепи, Клементинската болница (дн. V градска болница в София) и много други.
На 4 януари 1888 година Фердинанд провъзгласява майка си за шеф на 9-и пехотен пловдивски полк.

#### Свита
- Ана Александрова Дьо Сен Кристоф, графиня дьо Грено
- Мария Петрова-Чомакова
- Султана Р. Петрова
- Мара Белчева

### Смърт
Умира на 16 февруари 1907 година във Виена, Австро-Унгария, на 89-годишна възраст. Погребана е в гр. Кобург, Германия.

## Деца
Клементина и Аугуст имат децата:
- Филип (1844 – 1921), женен за Луиза, дъщеря на белгийския крал Леополд II.
- Аугуст (1845 – 1907), женен за Леополдина, дъщеря на бразилския император Педру II.
- Клотилд (1846 – 1927), омъжена за Йозеф-Карл, принц на Унгария
- Амалия (1848 – 1894), омъжена за Максимилиан-Емануил, херцог на Бавария
- Фердинанд I (1861 – 1948)

## Памет
- На княгиня Клементина е наречена улица в квартал „Красно село“ в София (Карта).

1. ↑  hedendaagsesieraden.nl